# Магнитиздат

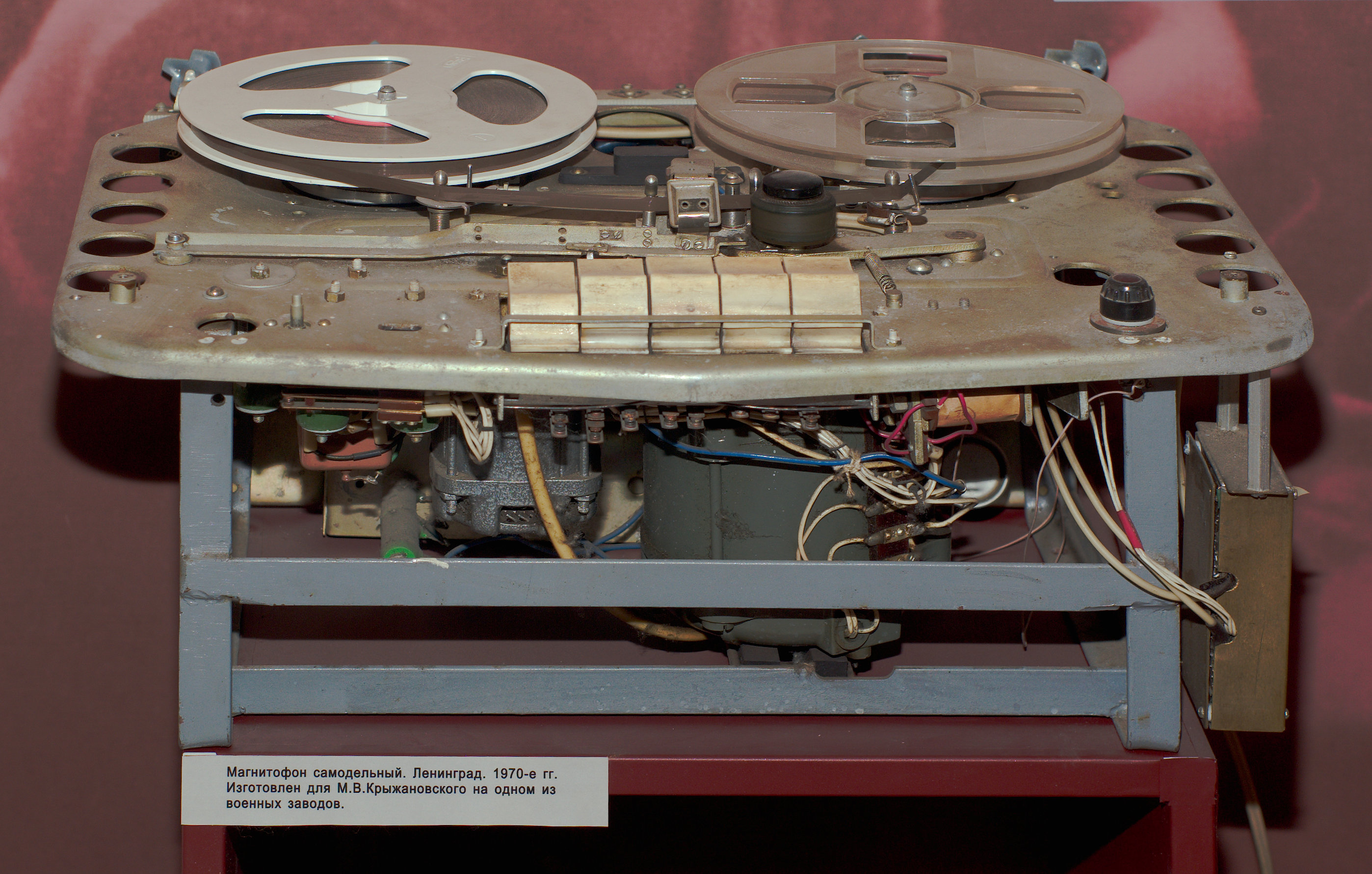
Самодельный магнитофон на базе узлов м/ф «Тембр» (МАГ-59М), принадлежавший Михаилу Крыжановскому

Магнитиздат (сокращение от «магнитофонное издательство»), реже магиздат  — неофициальная запись и распространение магнитофонных записей (бобины, кассеты) в СССР. Советизм «магнитиздат» образован по тому же принципу, что и «самиздат» («самостоятельное издательство») и «тамиздат» (от слова «там» — зарубежные издания). Эти определения и явления были тесно связаны между собой. Если в 1960-е — 1970-е годы в СССР при помощи магнитиздата распространялись в основном бардовские песни, то в 1980-е годы широкое распространение получила рок-музыка.
.
Формат магнитиздата позволял советским музыкантам и их распространителям обходить монополию всесоюзной фирмы грамзаписи «Мелодия» и достаточно дёшево издавать собственную музыкальную продукцию, которая затем тиражировалась с плёнки на плёнку аудиолюбителями. Размножение магнитных записей частными лицами в СССР и странах социалистического блока было уголовно наказуемо и преследовалась по статье 162 Уголовного кодекса («Занятие запрещённым промыслом»), устанавливавшей 4 года лагерей с конфискацией всего имущества, независимо от того, делалось ли это на продажу или для собственного пользования

## История
В СССР бытовые магнитофоны стали доступными примерно со второй половины 1950-х — начала 1960-х годов. Лёгкость копирования магнитных записей позволила почти неограниченно распространять произведения, не одобрявшиеся официальной идеологией, но популярные в народе: песни бардов и первых полуподпольных рок-групп, западную популярную музыку, неофициальные выступления писателей, лекции по уфологии, передачи «вражеских голосов» и т. п. Со временем магнитофоны вытеснили с рынка кустарную грамзапись — грампластинки, записанные на использованной рентгеноплёнке («музыка на рёбрах», «рентгениздат»). Переводчик Владимир Ковнер, один из основоположников магнитиздата, вспоминал, что это явление появилось в СССР в конце 1950-х годов. Осенью 1959 года в его распоряжении оказалась запись песен Булата Окуджавы. Она была плохого качества, но творчество барда произвело на Ковнера очень большое впечатление. Через несколько месяцев он осуществил свою первую пересылку магнитиздата за рубеж — в Польшу. Причём в связи с низким качеством звука ему самому пришлось на записи допевать плохо различимые пассажи. В 1960-е — 1970-е годы в СССР при помощи магнитиздата распространялись в основном бардовские песни. Самым популярным автором среди них был Владимир Высоцкий. В 1980-е годы широкое распространение получило явление записи, тиражирования и распространения магнитоальбомов рок-музыки.

Обложка альбома группы «Весёлые ребята» «Банановые острова»

Первоначально запись осуществлялась при помощи бытовых магнитофонов с примитивным музыкальным оборудованием, без необходимых технических навыков и участия специалистов в области звукорежиссуры, что негативно сказывалось на качестве звука. Запись могла производиться во время концертов, в том числе и филармонических выступлений; таким образом сохранилась, например, рок-опера ВИА «Песняры» «Песнь о доле» (1976). Концертные выступления чаще всего записывались «с воздуха» — при помощи микрофона, направленного в сторону звука. Более качественный звук получался, если магнитофон подключался непосредственно к звукорежиссёрскому пульту.
К магнитиздату, минуя фирму «Мелодия» — советского монополиста в области звукозаписи, — прибегали не только полуподпольные группы и исполнители, но и вполне одобряемые государством. Это происходило в том случае, если такие коллективы хотели создать музыку, которая бы выходила за рамки одобряемого, принятого репертуара (такие записи осуществили группы «Автограф», «Диалог», «Весёлые ребята» («Банановые острова»; 1983) и другие).

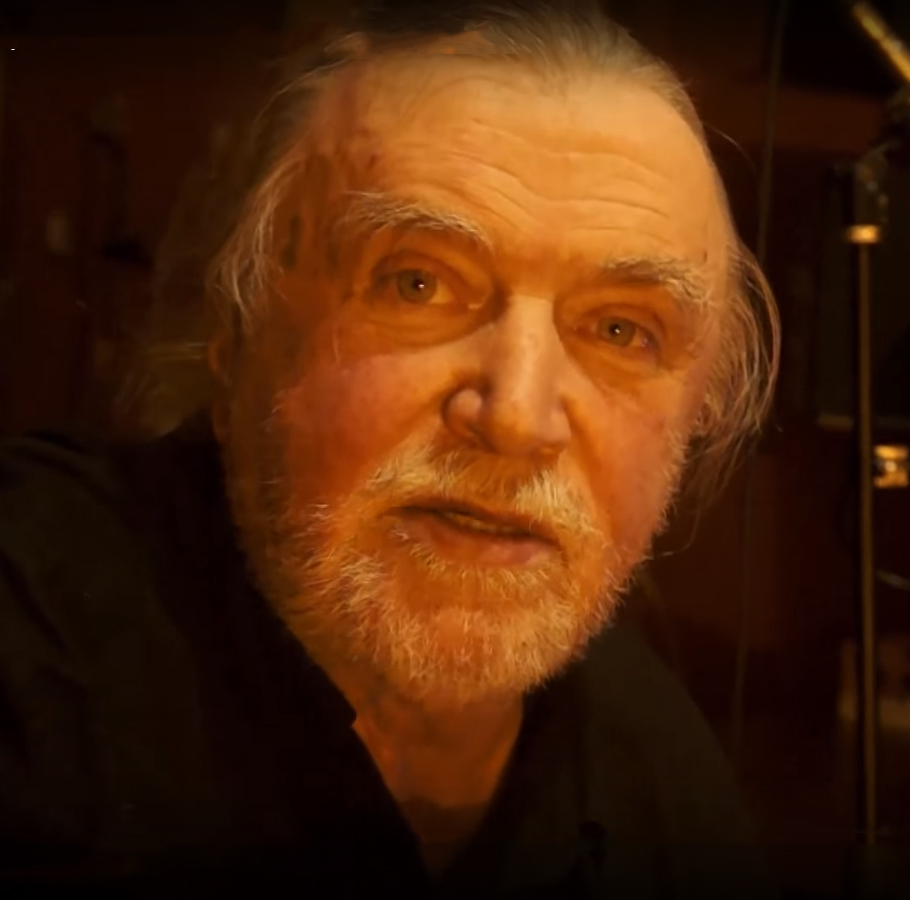
Андрей Тропилло — «крёстный отец советского рока»

Наибольшее распространение магнитиздат получил в 1980-е годы. С технической точки зрения этому способствовало появление в продаже более качественных магнитофонов в конце 1970-х годов. Усовершенствованные по сравнению со своими предшественниками («Днепр», «Романтик», «Чайка») катушечные стереомагнитофоны со скоростью записи и воспроизведения звука 19,05 см/с («Ростов», «Юпитер», «Маяк», «Нота») позволяли добиться лучшего звучания. Появление венгерского стационарного магнитофона «STM» и советского студийного магнитофона «МЭЗ-62» дало возможность производить полноценную стереозапись.
Ещё большие технические возможности предоставляло использование помещений и оборудования государственных учреждений. В 1977 году Александр Кутиков устроился работать в Москве в «учебную речевую студию» ГИТИСа, где он записал альбомы групп «Високосное лето», «Машина времени», «Воскресение». После того как Кутиков уволился из студии театрального института, в Москве около 10 лет не существовало рок-студии. В связи с этим в 1980-е годы записи рок-групп осуществлялись на квартирах, в художественных мастерских, домах культуры и т. д. Так, группа «Воскресение» записала один из альбомов в бомбоубежище МГИМО.
Наиболее известным ленинградским звукорежиссёром магнитиздата стал Андрей Тропилло. В 1977 году он организовал студию в здании психологического факультета ЛГУ. В 1979 году он организовал, при технической и организационной поддержке Владимира Кашинского, одного из руководителей и организаторов Дома пионеров и школьников Красногвардейского района Ленинграда, в этом же «Доме пионеров Красногвардейского района» (сегодня — ЦДЮТТ «Охта») кружок звукозаписи, пользуясь аппаратурой, списанной с «Мелодии». В первой половине 1980-х годов записал в своей неофициальной студии «АнТроп» альбомы таких групп, как «Аквариум», «Зоопарк», «Кино», «Странные игры» «Алиса», «Телевизор», «Ноль». Тропилло стремился отойти от записей-концертов и популяризовал концепцию магнитоальбома. «Написание альбома — далеко не запись концерта. Подход и результат совершенно разные. И ведь интересно, альбом — он как живое существо, у него всё есть: питание, отправления — всё, вплоть до размножения. Альбом — совершенно замечательная форма», — отмечал он. В связи с концептуальным характером магнитоальбомов их обложки стали получать продуманное художественное оформление. Считается, что одними из первых рок-обложки в рамках магнитиздата стали создавать для альбомов «Аквариума».
Примерно с 1981—1982 годов магнитоальбомы стали активно тиражироваться на значительной территории СССР. Распространители аудиопродукции получили в народе название «жучки» или «писатели». На это явление стали негативно реагировать советские власти. В 1983—1985 годах была проведена «антиро́ковая» кампания, сопровождающаяся судебными процессами, идеологическими статьями в прессе, милицейскими облавами на места обмена магнитиздата (так называемые «толпы»), создание запретительных списков и т. д. После этого наступление на рок-музыку было несколько ослаблено, в связи с переключением властей на борьбу с нелегальной видеопродукцией. Последний всплеск магнитиздата был связан с появлением в стране кооперативного движения и распространением коммерческих ларьков по продаже аудиозаписей. Предприниматели в основном ориентировались на вкусы массовой публики, что постепенно привело к отмиранию магнитофонной рок-культуры.
В 1970-е годы о магнитиздате стало известно и за «железным занавесом». В сентябре 1970 года популяризатор бардовской песни Миша Аллен в издании Time в статье «Музыка инакомыслия» писал, что в СССР наряду с самиздатом получил распространение магнитиздат: «При всевозрастающей доступности магнитофонов другая практика, именуемая magnitizdat (издание с помощью магнитофона), становится даже более популярной, чем самиздат. С помощью магнитиздата артисты записывают песни, неприемлемые для официального распространения. Записи затем переходят из рук в руки со скоростью молнии, поскольку каждый делает копии для своих друзей». Также он отмечал, что несмотря на то, что магнитиздат не был официально запрещён, но власти не одобряли такое явление. В подтверждение этого Аллен утверждал, что недавно на советской таможне у иностранных туристов были изъяты подобного рода записи. В декабре 1971 года Аллен в журнале «Русская мысль» опубликовал статью «Советские трубадуры», где вновь писал о «запрещённой музыке». По его мнению, из всех достижений электротехнической промышленности наибольшее влияние на жизнь студенчества и интеллигенции в СССР за последние двадцатилетие оказало распространение магнитофонов. Это позволило «расширить аудиторию до невероятных размеров и сделать достоянием масс те произведения, которые в рукописях доходили лишь до незначительного числа читателей. Ленты легко переписать, и этот способ размножения позволяет успешно избегать цензуры, которая была бы обязательна при изготовлении граммофонных пластинок». В качестве самого популярного и плодотворного из записываемых авторов Аллен назвал Владимира Высоцкого.
«Кассетная культура», как социальный феномен, существовала не только в СССР и странах социалистического блока, но и в капиталистических странах, где музыкальная индустрия функционировала в рамках рыночной экономики, и не была вынуждена зависеть от цензурных ограничений. В капиталистических странах появление и тиражирование таких аудиозаписей было связано со стремлением непопулярных андеграундных музыкантов привлечь к себе внимание, получить доступ к более широкому кругу поклонников, и не было сопряжено с риском отправиться на много лет в тюрьму и потерять всё своё имущество, как это практиковалось в соцстранах. Так, в США в начале 1980-х годов стали выпускаться специальные журналы, которые включали в себя аудиокассеты с записью музыки, имеющей мало шансов пробиться на музыкальный рынок.